# Antifašizem
Antifašizem ali protifašizem je politično gibanje, ki nasprotuje fašizmu (in nacizmu). Antifašisti so torej ljudje, ki nasprotujejo fašistom in fašizmu. Je heterogeno gibanje, ki se od konca prve svetovne vojne postavlja v opozicijo v različne načine, s fašizmom in njegovimi različnimi pojavnimi oblikami in deklinacijami, tako s političnega vidika kot z vidika oboroženega boja.

## Zgodovina
Izraz v svojem izvornem pomenu označuje spontana ljudska gibanja, ki so se v Italiji pojavila v letih po koncu prve svetovne vojne v nasprotju s do takrat nastajajočega fašizma in so imela za cilj preprečiti prvo afirmacijo na političnem prizorišču italijanskih fašistov (1919) in nato Nacionalno fašistično stranko (1921), ki jo je ustanovil Benito Mussolini. To se je zgodilo v povezavi z nasilno represijo socialističnih krogov in zadrug, lig rdečih delavcev in delavcev in delavskih zbornic. Pravzaprav je fašizem kmalu dobil reakcionarno konotacijo, za katero je značilno spajanje interesov agrarnega in industrijskega razreda ter številnih državnih aparatov. Bali so se, da bodo stavke in močan napredek socialistične stranke med Rdečim dvoletjem (1919-1920) tudi v Italiji sledile v komunistično revolucijo po vzoru boljševiške revolucije.

## Znani antifašisti
A
- Mordechaj Anielewicz
- Hannah Arendt

B
- Vladimir Bartol
- Eduard Beneš
- Enrico Berlinguer
- Engelbert Besednjak
- Jean de Boe
- Willy Brandt
- Lojze Bratuž
- Miroslav Bulešić

C
- Albert Camus
- Emil Carlebach (1914–2001)
- Winston Churchill
- Charles de Gaulle
- Buenaventura Durruti

E
- Karl Einstein
- David Emory

F
- Oriana Fallaci
- Walter Fisch
- David Frankfurter
- Joan Fuster

G
- Etty Gingold
- Peter Gingold
- Piero Gobetti
- Kurt Goldstein
- Antonio Gramsci

H
- Wilhelm Hammann
- Alfred Hausser (1912–2003)
- Walter Hochmuth (1904–1979)
- Erich Honecker

K
- Edvard Kardelj
- Ernst Kirchweger
- Jakob Kindinger
- Edvard Kocbek
- Eugen Kogon
- Johann Koplenig
- Srečko Kosovel
- Ivan Goran Kovačić

L
- Uno Laht
- Primo Levi

M
- Agustin Remiro Manero
- Jean Moulin
- Oskar Müller

N
- Črtomir Nagode

P
- Boris Pahor
- Adrien Perrissaguet
- Sandro Pertini
- Christian Pineau

R
- Albert Rejec
- Franklin Delano Roosevelt

S
- Jean-Paul Sartre
- Hannie Schaft
- Richard Scheringer
- Emil Schmidt
- Lotte Schmidt
- Willy Schmidt (1911–2003)
- Kurt Schumacher
- Liliana Segre
- Fritz Selbmann
- Josip Stalin
- Luigi Sturzo

T
- Josip Broz Tito
- Pinko Tomažič

V
- Walter Vielhauer
- Angela Vode

W
- Nancy Wake
- Eleonore Wolf